# Матилда Брабантска
Матилда Брабантска (на френски: Mathilde de Brabant; * 1224, † 29 септември 1288) от род Регинариди, е принцеса от Херцогство Брабант и чрез женитба графиня на Артоа и Сен Пол.

## Живот
Тя е дъщеря на Хайнрих II (1207 – 1248), херцог на Брабант и Долна Лотарингия, и първата му съпруга Мария фон Хоенщауфен (1196 – 1235), дъщеря на римско-немския крал Филип Швабски.
Матилда се омъжва на 4 юни 1237 г. в Компиен за Робер I (1216 † 1250), граф на Артоа, който е втори син на френския крал Луи VIII и Бланш Кастилска и брат на френския крал Луи IX.
На 25 август 1248 г. нейният съпруг заминава за кръстоносния поход в Египет (Седми кръстоносен поход). Тя не тръгва с него понеже е в напреднала бременост. След раждането на дъщеря ѝ тя тръгва с войската за Кипър и взема участие в кръстоносния поход до 1254 г. Тя присъства при завладяването на Дамиета през юни 1249 г. Нейният съпруг е убит на 8 февруари 1250 г. при боевете за Ал-Мансура, през септември същата годна Матилда ражда в Светата земя техния син Робер ІІ.
Преди 31 май 1254 г. Матилда се омъжва втори път в Неапол за Гуидо II († 1289), граф на Сен Пол (Дом Шатийон). Малко преди смъртта си тя се оттегля в абатството Керкамп, където е и погребана.

## Деца
От първия брак с граф Роберт I дьо Артоа:
- Бланш (* 1248, † 2 май 1302)
  - ∞ 1269 за крал Хайнрих I от Навара († 1274)
  - ∞ 1276 за Едмунд Ланкастърски († 1296), еарл на Ланкастър
- Роберт II (* септември 1250, † 11 юли 1302 убит в битката при Куртре), граф на Артоа

От втория брак с граф Гуидо II от Сен Пол:
- Хуго II дьо Шатийон († 1307), 1292 граф на Блоа
- Гуидо III дьо Шатийон († 1317), граф на Сен Пол
- Жак дьо Шатийон († 11 юли 1302 убит в битката при Куртре)
- Беатрис († 1304), ∞ граф Жан II от Йо
- Жана, ∞ Гийом III дьо Шовини